# マンフレドーニア
マンフレドーニア（イタリア語: Manfredonia）は、イタリア共和国プッリャ州フォッジャ県にある、人口約57,000人の基礎自治体（コムーネ）。

## 地理

### 位置・広がり

#### 隣接コムーネ
隣接するコムーネは以下の通り。
- カラペッレ
- チェリニョーラ
- フォッジャ
- モンテ・サンタンジェロ
- サン・ジョヴァンニ・ロトンド
- サン・マルコ・イン・ラーミス
- ザッポネータ

## 行政

### 分離集落
マンフレドーニアには、以下の分離集落（フラツィオーネ）がある。
- Borgo Fonte Rosa, Borgo Mezzanone, Feudo della paglia, Ippocampo, Macchia Rotonda, Onoranza, Pastini, Riviera Sud, San Salvatore, Siponto, Tomaiuolo

## 歴史
マンフレドーニアの歴史はイリリアから海を渡って来て古代シポント付近に定住した古代ダウニ族にまで遡る（シポントはおそらくスミイカの意）。実際、この都市はトロイ戦争の英雄ディオメデスに起源を発している。続いてローマ人に征服された。1223年の地震には毒性の沼に変わり、フェデリーコ2世の息子マンフレーディが自らの名をつけて少し北に都市を企画し創設した。
1256年に礎石が置かれた。近くのシポントの遺跡を使用してマンフレドーニアは造られた。マンフレーディは城の建設を開始したが、ベネヴェントの戦いでシャルル・ダンジューと戦って死んだため、彼の存命中には終わらなかった。アンジュー家はギベッリーニのマンフレーディの記憶をなくすため城の建設を終わらせ、町の名前をSypontum Novellum（Nuova Siponto、新シポントの意）に変えたが定着しなかった。
1620年、マンフレドーニアはオスマン帝国の残虐な放火や略奪などの攻撃により被害を受け、城と城壁だけが残った。再建は遅れ、1800年代初頭に街道や港、商業の促進などが改善され、街は新たに拡大と成長した。

## 経済
アドリア海での漁港では最も活発で（ガルガーノの沿岸やトレーミティ諸島への海上交通の要所である）、またマンフレドーニア近郊のシポントでの海水浴は旅行者の人気の中心になっている。

## その他
ホーエンシュタウフェン＝アンジューの城、サンタ・マリア・ディ・シポントのバジリカ、サン・レオナルド教会などの建造物が記憶に残る。